# بابلو أروسيمينا
بابلو أروسيمينا (بالإسبانية: Pablo Arosemena Alba)‏ (و. 1836 – 1920 م) هو سياسي من بنما ولد في مدينة بنما.